# Ferdinand von Loehr
Joseph Ferdinand Karl von Loehr  (* 20. Dezember 1817 in Gießen; † 28. Dezember 1876 in San Francisco) war ein deutscher Mediziner, Politiker und Revolutionär.

## Leben

### Familie
Ferdinand von Loehr war der Sohn des Juristen Egid von Löhr und dessen Ehefrau Franziska (* 30. April 1794 in Wetzlar; † 28. Mai 1845 in Gießen), Tochter des Joseph Marks (1763–1840), Archivdirektor des Reichskammergerichts.
Er heiratete am 2. Februar 1842 in Worms Katharina Auguste Leondine (* 2. Mai 1819 in Worms; † 7. Juli 1891 in Mainz), Tochter von Johann Adam Dieterich (1791–1845), Holzhändler in Worms und dessen Ehefrau Susanne (geb. Esselborn); gemeinsam hatten sie eine Tochter, die fünf Wochen nach der Geburt verstarb und einen Sohn:
- Ferdinand von Loehr (1844–1908),[2] Dr. phil, betrieb nach dem Philosophiestudium zunächst in Mainz eine Weinhandlung, ehe er Teilhaber der Rheinischen Strohzellstoff Aktiengesellschaft in Rheindürkheim bei Worms wurde, verheiratet mit Frieda (geb. Schmitz).

Er war der Onkel von Joseph von Loehr (1859–1932), Dr. jur. und Gesandter. Sein Enkel war der Architekt Karl von Loehr.

### Ausbildung
Ferdinand von Loehr besuchte das Gymnasium (heute: Landgraf-Ludwigs-Gymnasium) in Gießen und immatrikulierte sich im April 1834 zu einem Medizinstudium an der Universität Gießen, das er 28. August 1838 mit der Promotion zum Doktor der Medizin und Chirurgie abschloss.

### Werdegang
Nach dem Studium nahm er eine Stelle als Militärarzt am Lazarett in Worms an, gab diese jedoch am 31. März 1841 wieder auf, um sich als praktischer Arzt in Worms niederzulassen.
Nach seinen politischen Aktivitäten flüchtete er 1849, ohne seine Familie, über Karlsruhe und Breisach nach Colmar und von da nach Luzern; 1851 setzte er seine Flucht nach Nordamerika fort.
In San Francisco war er seit 1852 zugleich Arzt, Mitbegründer und Leiter des ursprünglichen Deutschen Hospitals, 1968 in Franklin-Hospital (heute: CPMC Davies Campus) umbenannt, und bis zu seinem Tod engagierter Herausgeber der von ihm mitbegründeten deutschsprachigen Zeitschrift California Demokrat, die bis 1944 bestanden hat. Als Gegner der Sklaverei beteiligte er sich auch aufseiten der Nordstaaten am Bürgerkrieg als Regimentsarzt des 9. Wisconsin-Regiments, das Regiment wurde am 30. Januar 1866 zusammengestellt und bestand überwiegend aus Einwanderern aus dem deutschsprachigen Raum.

### Politisches Wirken
Durch seinen Schulfreund Karl Vogt, Sohn des Medizinprofessors Philipp Friedrich Wilhelm Vogt und Neffe der Brüder Adolf Ludwig, Mitgründer der Teutschen Lesegesellschaft und des Gießener Germanenbundes, und Karl Follen, kam Ferdinand von Loehr schon während der Gymnasialzeit mit den „revolutionären Umtrieben“ an der Gießener Universität in Berührung. Er wurde während seines Studiums 1834 Mitglied der Alten Gießener Burschenschaft Germania.
Er gehörte zu den Anhängern Johannes Ronges, der im Jahr 1844 in einem Sendschreiben gegen die Ausstellung des Heiligen Rocks in Trier protestierte und damit die Deutschkatholische Bewegung ins Leben rief. Ferdinand Loehr gründete in Worms die deutschkatholische Gemeinde und wurde deren Präsident.
Als Präsident der deutschkatholischen Gemeinde hatte er eine angesehene Position in der bürgerlichen Gesellschaft und profilierte sich in den letzten Jahren des Vormärz auch politisch. Er leitete im Sommer 1847 den Landtagswahlkampf für Heinrich von Gagern, allerdings ohne dessen Wissen. Sein Gießener Gesinnungsfreund Rudolf Fendt (1826–1877) bezeichnete ihn hierbei als routinierten und rastlosen, in der Wahl seiner Kampfmittel skrupellosen Wühler par excellence.
Als maßgebliches Mitglied des Wormser Bürgerkomitees übergab er bereits am 1. März 1848 eine der ersten hessischen Revolutionspetitionen im Darmstädter Landtag.
Ferdinand von Loehr übernahm am 12. März 1848 die Redaktion der im Wormser Verlag von Adam Konrad Boeninger von ihm neugegründeten Zeitung Die neue Zeit – Organ zur Entwicklung unserer öffentlichen Zustände am Rhein, die er rasch zu einem der wichtigsten Organe der demokratischen Bewegung im Mittelrheingebiet machte; nach deren Verbot 1851 wurde darauf das Wormser Anzeige- und Unterhaltungsblatt verlegt.
Als gefragter Versammlungsredner auf demokratisch-republikanischen Volksversammlungen im Land war er im Oktober 1848, trotz einer Verurteilung zu drei Monaten Gefängnis wegen allzu massiver Angriffe auf Ministerpräsident Karl Jaup, Delegierter auf dem 2. Demokratenkongress in Berlin. Im November 1848 wurde er mit großen Mehrheiten zum Mitglied und Schriftführer des rheinhessischen Bezirksrats gewählt.
Er war Mitglied der Freischaren und Zivilkommissar der revolutionären provisorischen Regierung in Baden.
Im Mai 1849 plante er, gemeinsam mit dem Wormser Bürgerwehr-Oberst Ludwig Blenker an der Spitze des rheinhessischen Aufgebots im badisch-pfälzischen Aufstand, als Zivilkommissar der badischen Revolutionsarmee die Ausdehnung des Reichsverfassungskampfes auf Großherzogtum Hessen. Gemeinsam mit dem Theologen Karl Ohly (1825–1881), einem Bruder des späteren Darmstädter Oberbürgermeisters Albrecht Ohly, und dem Arzt Wilhelm Zimmermann rief er auf einer Volksversammlung in Erbach am 23. Mai 1849 zur Unterstützung des Aufstandes auf. Der dabei beschlossene Odenwälder Hilfszug scheiterte jedoch im blutigen Ober-Laudenbacher Gefecht und mit einem weiteren Vorstoß Ende Mai bei Heppenheim an der Bergstraße. Hierauf wurde von Loehr am 19. August 1852 vor dem Assisenhof für die Provinz Starkenburg (Geschworenengericht beim Hofgericht Darmstadt) angeklagt und wegen Hochverräterischer Verschwörung, Vorbereitung zum Hochverrat, Landesverrat, Anstiftung zum Aufruhr und bewaffneter Teilnahme am Aufruhr am 21. Dezember 1852 zu einer lebenslänglichen Zuchthausstrafe verurteilt. Er entzog sich dem durch die Flucht nach Amerika. 
Wie auch andere Deutsch-Amerikaner begrüßte er die Bismarcksche Reichsgründung 1871.

## Mitgliedschaften
- In Worms gehörte er der Freimaurerloge Zum wiedererbauten Tempel der Bruderliebe an.[17]
- Er war Präsident der im März 1845 von ihm begründeten Wormser deutschkatholischen Gemeinde, in der unter anderem am 30. November 1845[18] Eduard Georg Schröter, der später in die USA emigrierte, eine Gastpredigt hielt.
- Zusammen mit dem jüdischen Kaufmann Ferdinand Eberstadt, Bürgermeister von Worms von 1849 bis 1852, und dem Weingutbesitzer Johann Philipp Bandel (1785–1866)[19], leitete er den am 21. Juni 1848 begründeten republikanisch-fortschrittlichen Demokraten-Verein, der sich mehrheitlich aus Handwerkern und Kleinbürgern zusammensetzte[20]; der Verein zählte binnen kurzem 400 Mitglieder.
- Er war mehrere Jahre Vizepräsident des Vereins zum Schutze deutscher Einwanderer in San Francisco.